# Лорі трибарвний
Лорі трибарвний (Lorius lory) — вид папугоподібних птахів родини Psittaculidae. Поширений у Новій Гвінеї.

## Поширення
Вид поширений майже на всій території Нової Гвінеї, крім високогірних районів, та на декількох сусідній островах. Мешкає в первинних лісах і лісових узліссях у більшості низинних районів до 1000 м (спорадично до 1750 м), але не в мусонних лісах або кокосових плантаціях.

## Підвиди
Включає сім підвидів:
- L. l. lory (Linnaeus, 1758) — острови біля західного узбережжя Нової Гвінеї, півострів Чендравасіх (північно-західна Нова Гвінея);
- L. l. cyanauchen (S. Müller, 1841) — острів Біак (біля північного узбережжя Нової Гвінеї);
- L. l. jobiensis (A. B. Meyer, 1874) — острови Япен і Міос Нум (біля північного узбережжя Нової Гвінеї);
- L. l. viridicrissalis Beaufort, 1909 — північний захід Нової Гвінеї;
- L. l. salvadorii A. B. Meyer, 1891 — північний схід Нової Гвінеї;
- L. l. erythrothorax Salvadori, 1877 — південь Нової Гвінеї;
- L. l. somu (Diamond, 1967) — внутрішня південно-центральна частина Нової Гвінеї.

## Опис
Це барвистий і відносно міцний лорі, завдовжки 31 см. Птах із зеленими крилами, червоною головою та тілом навколо крила, чорною шапкою, сіро-чорними церами, жовтими низом крил та синіми ногами та животом. Більшість підвидів також мають блакитну потилицю та мантію (ділянка між крилами на спині).